# Pandalus platyceros
Pandalus platyceros is een garnalensoort uit de familie van de Pandalidae. De wetenschappelijke naam van de soort werd in 1851 gepubliceerd door Johann Friedrich von Brandt.
De soort komt voor langs de westkust van Noord-Amerika, van Unalaska, Alaska, tot aan San Diego, Californië. In Amerika en Canada wordt de soort 'spot prawn' genoemd. In Brits-Columbia, Canada, wordt de garnaal beschouwd als lokale delicatesse.